# Hydrastidoideae
Hydrastidoideae es una subfamilia de plantas de flores perteneciente a la familia Ranunculaceae que tiene las siguientes tribus y géneros.

## Tribus y géneros
- Tribu: Hydrastideae
  - Géneros: Hydrastis